# Charlotte Caffey
Charlotte Irene Caffey (Santa Mónica, 21 de octubre de 1953) es una guitarrista y compositora estadounidense, conocida por su trabajo en la banda de rock The Go-Go's en la década de 1980. Caffey compuso la exitosa canción "We Got the Beat", considerada como la pieza más reconocida de la agrupación.

## Carrera
Caffey comenzó su carrera musical como bajista en la banda de punk de Los Angeles The Eyes antes de unirse a The Go-Go's en 1978 y dedicarse a la guitarra. Siguió siendo amiga de Belinda Carlisle, miembro de la banda, después de la separación inicial de The Go-Go's y escribió canciones para los álbumes solistas de Carlisle.
De 1988 a 1992, lideró su propia banda, The Graces, con Meredith Brooks y Gia Ciambotti. La agrupación publicó el álbum Perfect View en 1989. Caffey también coescribió la canción de la serie de televisión Clueless con Anna Waronker, tocó el piano en la canción "Foolish Games" de Jewel y coescribió el hit No. 1 en los Estados Unidos "But for the Grace of God" con Keith Urban.
Caffey escribió el libro, la música y la letra de Lovelace: A Rock Musical con Anna Waronker. El musical debutó en el Teatro Hayworth de Los Ángeles en 2008. Una nueva producción de Lovelace hizo su debut en el Reino Unido en el Festival Fringe de Edimburgo en agosto de 2010.

## Discografía

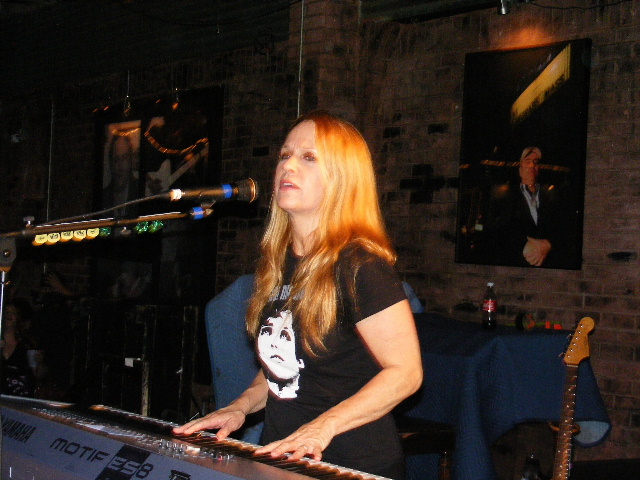
Charlotte en 2008.

### The Go-Go's
- 1981: Beauty and the Beat (I.R.S.)
- 1982: Vacation (I.R.S.)
- 1984: Talk Show (I.R.S.)
- 2001: God Bless The Go-Go's (Beyond Music)

### The Graces
- 1989: Perfect View (A&M)